# Brian Hämäläinen
Brian Tømming Hämäläinen (Allerød, 29 maggio 1989) è un calciatore danese, difensore del Lyngby.

## Caratteristiche tecniche
È un terzino sinistro.

## Palmarès

### Club

#### Competizioni nazionali
- Coppa del Belgio: 2

Genk: 2012-2013
Zulte Waregem: 2016-2017